# Bárbara Latorre Viñals
Bárbara Latorre Viñals (Favara, 14 de març del 1993) és una jugadora de futbol espanyola.

## Carrera esportiva
Va començar jugant a futbol sala a l'equip Natudelia de la Primera Divisió de futbol sala femení espanyola, fins que el 2011 la va fitxar el Prainsa Zaragoza de la Primera Divisió femenina de futbol d'Espanya. Va estar dues temporades al club, i hi va aconseguir el subcampionat de la Copa de la Reina el 2013. Aquell estiu va fitxar pel RCD Espanyol, fins a l'any 2015 en que va passar a jugar al FC Barcelona.
El juny de 2019 es va acomiadar del FC Barcelona després de quatre temporades, en les quals va guanyar dues Copes de la Reina (2017 i 2018). Posteriorment va fitxar per la Reial Societat fins al 30 de juny de 2021.

### Selecció espanyola
Ha jugat també amb la selecció espanyola, amb qui va debutar el 15 de setembre del 2016, en un partit classificatori per l'Europeu del 2017 contra la selecció de Montenegro a Las Rozas de Madrid, on es va aconseguir una victòria per 13-0.

## Palmarès
| Títol            | Club         | Any  |
| ---------------- | ------------ | ---- |
| Copa de la Reina | FC Barcelona | 2017 |
| Copa de la Reina | FC Barcelona | 2018 |
| Copa Catalunya   | RCD Espanyol | 2013 |
| Copa Catalunya   | FC Barcelona | 2015 |
| Copa Catalunya   | FC Barcelona | 2016 |
| Copa Catalunya   | FC Barcelona | 2017 |
| Copa Catalunya   | FC Barcelona | 2018 |